# Chris Rolfe
Chris Rolfe (ur. 17 stycznia 1983 w Kettering, Ohio) – amerykański piłkarz, grający na pozycji napastnika w klubie DC United.
Rolfe rozpoczął swoją zawodową karierę w 2004 roku, kiedy to po trzech latach gry w młodzieżowym klubie Dayton Flyers podpisał kontrakt z Chicago Fire. Początkowo grał w rezerwach tego klubu, dla których zdobył sześć goli w jedenastu meczach, ale szybko wywalczył sobie miejsce w podstawowym zespole klubu z Chicago. Od 2005 roku dla klubu ze stanu Illinois rozegrał 95 meczów i zdobył 30 goli. Jego największym sukcesem jest zdobycie w 2006 roku U.S. Open Cup. 2 października 2009 roku piłkarz podpisał kontrakt z klubem duńskiej ekstraklasy Aalborg BK, a umowa zaczęła obowiązywać od 1 stycznia 2010 roku. W 2012 roku wrócił do Chicago Fire. W 2014 przeszedł do DC United.
Do reprezentacji Stanów Zjednoczonych został po raz pierwszy powołany 12 listopada 2005 roku, kiedy to wystąpił w meczu przeciwko reprezentacji Szkocji na Hampden Park w Glasgow.